# Prison de Gikondo
 (juillet 2025).
La prison de Gikondo, ou prison de la ville de Kigali, est une prison de Kigali, au Rwanda. Construite dans les années 1930, elle ne devait initialement accueillir que quelques milliers de détenus. Après le génocide des Tutsi du Rwanda, ce nombre a dépassé les 50 000, une grande partie des détenus étant des génocidaires. Ceux qui ont été traduits devant les tribunaux gacaca pour y être jugés pour crimes de guerre y sont restés.
Le Comité international de la Croix-Rouge a joué un rôle important dans l'examen des lieux de détention. Les conditions dans la prison, comme dans d'autres au Rwanda, se sont à nouveau détériorées malgré des améliorations observées avant la guerre.
En octobre 1999, le CICR a soumis un rapport confidentiel aux plus hautes autorités rwandaises. À la suite de négociations, le CICR a amélioré l'approvisionnement en nourriture, en ressources et en médicaments des prisonniers civils, entrepris des réparations et des rénovations et fourni des fournitures essentielles à la prison.
Depuis 2020, la prison de Gicondo est également appelée, de manière plus informelle, « Centre de transit de Gicondo ». Depuis 2006, Human Rights Watch a documenté que les autorités rwandaises y arrêtent et y détiennent des enfants des rues, des vendeurs ambulants, des travailleurs du sexe, des sans-abri et des mendiants.